# ヘンリー・スタッフォード (第2代バッキンガム公爵)
第2代バッキンガム公ヘンリー・スタッフォード（Henry Stafford, 2nd Duke of Buckingham, 1454年9月4日 - 1483年11月2日）は薔薇戦争期のイングランドの貴族で、リチャード3世の興隆と没落の中で重要な役割を果たした。また、ロンドン塔に幽閉された筈のエドワード5世が行方不明になった（暗殺されたとも言われる）事件の容疑者の1人でもある。
バッキンガム公はイングランド王家の血をいくつも引いてはいたが、その血も女系だったり妾腹だったりで自身が王にまでなる可能性は低かった。だが、長引くランカスター朝とヨーク朝の対立による混乱（薔薇戦争）によって、思いのほか王位に近いところに来てしまう。その後の行動から、彼自身も王位に興味を持っていたという説もあるが、結局反逆罪で処刑されてしまう。

## 生涯

### 青年期
ヘンリー・スタッフォードはヘンリー6世統治下の1454年に生まれた。父はバッキンガム公ハンフリー・スタッフォードの長男・スタッフォード伯ハンフリー・スタッフォード、母はサマセット公エドムンド・ボーフォートの娘マーガレットである。母と同名のマーガレット・ボーフォートは従叔母（叔父ヘンリー・スタッフォード卿の妻でもある）、息子でテューダー朝の始祖ヘンリー7世は又従弟に当たる。
父はランカスター派に属しており、まだ幼い息子を残して1455年の第一次セント・オールバンズの戦いで戦死してしまった。また、同じくランカスター派の中心人物だった祖父はその5年後の1460年、ノーサンプトンの戦いで戦死、それにより6歳の時に第2代バッキンガム公を襲爵した。もっとも、まだ若い新公爵には後見役が必要と、エドワード4世の王妃エリザベス・ウッドヴィルが後見役になった。1466年、彼は王妃の妹キャサリン・ウッドヴィルと結婚する。
バッキンガム公にとって、エリザベスに強制されたこの結婚は受け入れ難いものであり、その憤りは妻キャサリン、そしてウッドヴィル家にも向けられる事になる。1483年4月にエドワード4世が病没して、ウッドヴィル家がエドワード4世の弟・グロスター公リチャード（後のリチャード3世）と主導権争いを始めると、ウッドヴィル家が擁立するエドワード5世の後見人のはずのバッキンガム公は、真っ先にリチャード支持を表明した。
議会はその後、「エドワード4世とエリザベス・ウッドヴィルの結婚が重婚である事から無効であり、その2人から生まれたエドワード5世は私生児であるため、王位継承権は無効」と宣言し、グロスター公に王位の継承を申し出る。彼はこれを快諾し、ここにイングランド王リチャード3世が誕生する。当初はリチャード3世を支持したバッキンガム公だが、後に彼はイーリー司教ジョン・モートンと共謀して、リチャード3世に抵抗する彼の又従弟のリッチモンド伯ヘンリー・テューダー（後のヘンリー7世）の支援活動を始める（ヘンリーを支援するという事は、当時彼と同盟を組んでリチャード3世に対抗していたウッドヴィルと同陣営になるということなのだが）。

### 反乱、処刑
ヘンリー・テューダーが10月にリチャード3世から王位を奪うためにイングランドに押し寄せようとした時、バッキンガム公はウェールズで軍を集めて、ヘンリーに同調して東進し始めた。だがこの反乱をリチャード3世はツキと手腕の合わせ技で鎮圧した（ヘンリーの船は嵐に遭ってブルターニュに戻らなければならなくなり、バッキンガム公の軍も同じ嵐に見舞われた所をリチャードの攻撃を受け、兵達の脱走が相次いだ）。
バッキンガム公は変装して逃げようとしたが、リチャード3世は彼の首に懸賞を掛けており、瞬く間に捕らえられた。彼は反逆罪で有罪を宣告され、11月2日にソールズベリーで処刑された。
バッキンガム公の処刑の後、未亡人キャサリンはベッドフォード公ジャスパー・テューダーと再婚した。バッキンガム公爵は消滅、子のエドワードに受け継がれなかったが、1485年にイングランド王となったヘンリー7世から与えられ、復権を果たした。

## ブーン家の所領
エドワード4世が亡くなった当初はリチャード3世を支持していたバッキンガム公が、わずか半年で反逆を企てたその動機については、様々な議論がある。エドワード4世とその子供達（エドワード5世・ヨーク公リチャード）へのバッキンガム公の反感は恐らく2つの原因から生じた。
まず第1には、エドワード4世と自分の共通の親戚にあたるウッドヴィル家への反感である。特にエドワード4世が何かにつけて彼らをひいきするのが面白くなかった。
もう1つは「ブーン家の所領」に対しての彼の関心であった。バッキンガム公は既に玄祖母（4代の先祖）であるエレノア・ド・ブーンから広大な所領を相続していた。エレノアはかつてヘレフォード伯・エセックス伯・ノーサンプトン伯を兼ねていた程の名家であるブーン家の末裔である。ブーン家はエドワード3世の治世末期に男系が途絶え、広大な所領をエリノアと妹のメアリーで分割相続していた。後にメアリーはヘンリー4世と結婚したため、メアリーの相続分はランカスター朝の所有財産としてそのままヘンリー6世に相続されていた。後にエドワード4世によってヘンリー6世が退位させられた時、ブーン家の所領は没収され、その半分がヨーク朝王室の直轄領になっていた。
もしかしたらバッキンガム公は、ブーン家の土地はヨーク朝の物ではなくブーン家の血を引いた自分が継承すべきと主張したのかもしれない。王位が欲しいリチャード3世が、王位に就くためのバッキンガム公の協力の見返りとして、ブーン家の所領を継承する密約を交わしていたというのはありそうな事である。
確かにリチャード3世は戴冠式の後、バッキンガム公にブーン家の所領の残り半分を授与している。ただしそれには、議会の承認が必要という条件をつけていた。歴史家はこの条件付けから、リチャード3世には約束を守るつもりなどなかったから議会承認という障害を置いたものと考えている。バッキンガム公がリチャード3世から離れていった理由はこの辺りにあるのかもしれない。

## ロンドン塔に捕らわれの王子
リチャード3世は彼より王位継承順位が高い「兄の子」を排除することによって、力を強固にしたと言われている。だが、その「兄の子」であるエドワード5世の失踪について、バッキンガム公はどれだけ関与したのかが疑問である。1980年代の初めに紋章院で見つかった写本によると「王子はバッキンガム公の『万力によって（by the vise）』殺された」とある。「バッキンガム公の万力」では意味が通じないので言葉を補うとすると、バッキンガム公の『助言（advice）』によって殺されたのか、それともバッキンガム公の『発案（devise）』で殺されたのか。前者だとすると「助言」というのはどれ程の主体性を持っていたのか。
この問題の論議するための詳細は、この写本を見つけたリチャード・ファース・グリーン自身による「イギリス史批評」（English Historical Review、1981年）の記事を参照の事。
もしもエドワード5世殺害について、リチャード3世が主体となって実行したのであれば、エドワード5世の後見人まで務めたバッキンガム公がそれに幻滅してランカスター派に寝返った可能性は充分にある。だがもしバッキンガム公が自発的に、既に気脈を通じていたヘンリー・テューダーの「王位継承の邪魔者」として王子を殺害していたらどうだろうか。この考え方でいくと、もしバッキンガム公が王子を暗殺してその罪をリチャード3世になすり付ければ、ランカスター派の反乱を煽動する事ができるだろう。その時、リチャード3世と王位を争うライバルはヘンリーだけが残っている、という筋書きになる。さらに言えば、残るリチャード3世さえ倒せば、自分が王位につくためのライバルはヘンリーただ1人になる、という計算が働いた可能性もある。もっとも、実際彼の読みどおりにランカスター派の反乱は続いたが、リチャード3世を退位させる事に成功したのはバッキンガム公ではなくヘンリーであった。

## エドワード3世との関係
バッキンガム公の4人の祖父母のうち、3人までがエドワード3世の子孫であった。
- 父方の祖父はバッキンガム公ハンフリー・スタフォードである。彼はグロスター公トマス・オブ・ウッドストック（エドワード3世の末子）の孫である。
- 父方の祖母はアン・ネヴィル（初代ウェストモーランド伯ラルフ・ネヴィルとジョウン・ボーフォートの娘）で、アンはジョン・オブ・ゴーント（エドワード3世の子、グロスター公の兄）の孫である。
- 母方の祖父はサマセット公エドムンド・ボーフォート（サマセット伯ジョン・ボーフォートの息子）で、エドムンドはジョン・オブ・ゴーントの孫である。
- 母方の祖母エレノア・ビーチャムだけはエドワード3世の家系ではなく、ペンブルック伯ウィリアム・マーシャルの子孫であった。

こう見ると、バッキンガム公の父方の祖母アン・ネヴィルと母方の祖父エドムンド・ボーフォートは従兄妹同士だった事が分かる。

## 血縁
バッキンガム公は父方と母方の祖父母を通して王族・貴族と血が繋がっていた。
- ヘンリー7世の母方の祖父である初代サマセット公ジョン・ボーフォートは、バッキンガム公の母方の祖父・第2代サマセット公エドムンド・ボーフォートの兄であったため、ヘンリー7世は又従弟である。
- ノーサンバランド伯ヘンリー・パーシーの父方の祖母・エレノアとバッキンガム公の父方の祖母・アンも姉妹であるので彼も又従兄にあたる。また、この縁でエリザベス・オブ・ヨーク、エドワード5世、リチャード・オブ・シュルーズベリー、リール副伯アーサー（英語版）（エドワード4世の庶子）、マーガレット・ポール、ウォリック伯エドワード、エドワード・オブ・ミドルハムも又従兄弟になる。

## 子供達
キャサリン・ウッドヴィルとの間に4人の子供を儲けた。
- エドワード（1478年 - 1521年） - バッキンガム公に叙爵されたが、後にヘンリー8世に処刑された。
- エリザベス（英語版）（1479年ごろ - 1532年） - 初代サセックス伯ロバート・ラドクリフと結婚。
- ヘンリー（英語版）（1479年ごろ - 1523年） - 初代ウィルトシャー伯
- アン（英語版）（1483年ごろ - 1544年） - 1503年にウォルター・ハーバート（初代ペンブルック伯ウィリアム・ハーバートの次男）と結婚、次いで1509年にハンティンドン伯ジョージ・ヘイスティングスと結婚した。